# Trapeza
Trapeza (gr. Τράπεζα, tur. Beşparmak) – wieś na Cyprze, w dystrykcie Kirenia. Obecnie znajduje się w granicach Cypru Północnego.